# Acacia rosei
Acacia rosei är en ärtväxtart som beskrevs av Paul Carpenter Standley. Acacia rosei ingår i släktet akacior, och familjen ärtväxter. Inga underarter finns listade i Catalogue of Life.